# Homer's Odyssey (Els Simpsons)
«Homer's Odyssey» és el tercer episodi de llarga durada de la sèrie de televisió Els Simpson, que va ser estrenat el 21 de gener de 1990 a la cadena Fox Network. En aquest capítol, Homer encapçala una campanya per a la seguretat ciutadana a Springfield, i és promogut al seu treball com a Inspector de Seguretat Nuclear a la planta nuclear de la ciutat. Va ser escrit per Jay Kogen i Wallace Wolodarsky i va ser el primer script dels Simpson en ser finalitzat, tot i ser el tercer episodi produït.

## Argument
Bart és obligat a seure al costat de Wendell en un viatge a la central nuclear de Springfield. Bart, sabedor que en Wendell vomita a cada excursió, intenta cridar l'atenció de la mestra Edna Krabappel, però és castigat per interrompre la cançó John Henry Was a Steel Driving Man. Quan la classe arriba a la planta nuclear, Bart felicita Wendell per no vomitar amb un cop a l'esquena, que causa que finalment el xiquet vomite. Després de veure un vídeo educatiu sobre la planta nuclear, la classe fa un volt per la planta. Bart veu son pare, en Homer Simpson i el crida. Això distrau Homer, que causa un estropici. El cap de família és acomiadat de la feina, davant un Bart humiliat.
Homer intenta trobar una feina nova, però és refusat repetidament. Marge ha de reprendre la seua vella feina de cambrera. Homer cau en una depressió profunda i comença a passar gran part del seu temps en el sofà mirant la televisió. Després de veure un anunci de Cervesa Duff, Homer lamenta que no tingui gens de diners per comprar-ne algunes llaunes. Desesperat, roba la guardiola de Bart i la trenca. A dintre, no n'hi ha diners per una sola cervesa. Homer decideix suïcidar-se llençant-se d'un pont.
Lisa descobreix la nota d'acomiadament d'en Homer i alerta sa mare. La família atrapa Homer abans que salten, però, just estan a punt de ser atropellats per un cotxe. Homer els aconsegueix apartar i comentar que algú hauria de senyalitzar eixa cruïlla perillosa. Llavors duu l'afer a la reunió de la ciutat, on s'aprova la instal·lació d'un senyal d'STOP. Vist l'èxit, Homer troba un propòsit nou en la vida, i comença a fer campanya per la seguretat pública dins Springfield.
En la seua iniciativa, arriba a un punt en què denuncia el perill de l'antiga seua feina, la planta nuclear. Mr. Burns truca Homer per oferir-li de nou la feina si declara segura la central. Homer el treball d'Inspector de Seguretat, amb un augment. Llavors anuncia a tots els seus seguidors que la planta és segura perquè ell és el responsable. La gent l'anima, tot i que Homer cau des de la balconada de l'oficina de Burns.

## Producció
Smithers va ser animat amb un color equivocat. Apareix amb una pell pròpia dels afroamericans, obra de l'estilista de color Gyorgyi Peluce. David Silverman va apuntar Smithers sempre havia estat pensat per a ser el "psicofant blanc de Mr. Burns", i l'equip va pensar que "seria una mala idea tindre un personatge de serf negre", i es va canviar el seu color de pell per al proper episodi. El to de pell de Smithers va ser explicat més tard com un "bronzejat extrem".
En aquest episodi Homer esdevé l'Inspector de Seguretat de la planta. El seu treball anterior no està aclarit, encara que el mateix es defineix com un "supervisor tècnic". Havia estat contractat com a part del "Projecte Bootstrap", un programa governamental fictici dut a terme per l'administració del president Ford per a treballadors no qualificats.
Blinky, el peix de tres ulls realitza un breu cameo en l'episodi; més tard guanya en importància en el quart capítol de la segona temporada, "Two Cars in Every Garage and Three Eyes on Every Fish". També destaca que Marge es va anomenar en principi Juliette en aquest guió, com un homenatge a Romeo i Julieta. La inicial del segon nom de Homer, J., és mencionada per primer cop en aquest episodi. D'acord amb Matt Groening, és una referència a Bullwinkle J. Moose.
A més a més, apareixen per primer cop els següents personatges: Otto Mann, Chief Wiggum, Jasper Beardley, Sam i Larry, Mr. i Mrs. Winfield i Sherri i Terri. Waylon Smithers també apareix per primer cop, però la seu veu en off és present al primer episodi, "Simpsons Roasting on an Open Fire".